# بهاء الدين الراوي
بهاء الدين إسماعيل إبراهيم الراوي (1912 - 1960) رسام كاريكاتير وشاعر عراقي في القرن العشرين. ولد في بغداد ونشأ فيها يقرأ على والده، ثم درس في المدارس الابتدائية والثانوية ولم يكمل، وعمل موظفًا في إحدى الشركات. أجاد اللغة الإنكليزية وكان له موهبة في فن الرسم وبخاصّة الكاريكاتيري منه. شعره قليل، نشره في مجلّة السكك الحديدية العراقية. 

## سيرته
ولد بهاء الدين بن الشيخ إسماعيل بن العلامة إبراهيم الراوي سنة 1912 هـ / 1330 هـ في بغداد في أسرة دينية عريقة بالتصوّف تتصل بالشيخ رجب الرفاعي الكبير، وأصلهم من مدينة راوه. 

نشأ بهاء الدين في بغداد وتتلمذ على أبيه إسماعيل وجدّه إبراهيم (1860 - 1946) فقرأ أحكام الفقه ومبادئ العربية وعلم البيان ودخل المدرسة الابتدائية والثانوية ولم يكملها وتردد على المجالس الأدبية، وألقى فيها شعره وقصائده الوجدانية، فسمّاه الأدباء شاعر الوجدان، ونشر من شعره في الصحف المحلية، وجمعه وضعه في ديوان بقي مخطوطاً. أورد نماذج منه علي الخاقاني في شعراء بغداد.

وكان منذ طفولته مولعاً برسم تخطيطات شبحية وواقعية، ومن هذه أنبثق فنه في رسم الكاريكاتير، ويعد رائداً لهذا الفن في العراق منذ بداية الثلاثينات، وكانت رسوماه تشكل مدرسة خاصة به تأثر بها كثير من رسامي الكاريكاتير في بغداد، فضلاً عن براعته في رسم المشاهد بالزيت.

وكانت له أيضاً موهبة في التصوير والخط، وله أيضاً تراجم أدبية عن الأنكليزية، عمل بوظائف متنوعة كان آخها في مصلحة السكك الحديدية وانتدب للعمل في مجلتها حتى وفاته فكانت ميداناً لرسوماته وابداعاته الفنية.

توفي في بغداد سنة 1960 / 1380 هـ ودفن في مقبرة الشيخ المعروف.